# Charles d'Aguerregaray
Charles d'Aguerregaray, né le 22 février 1859 à Bayonne et mort en septembre 1936 à Biarritz, est un peintre français.

## Biographie

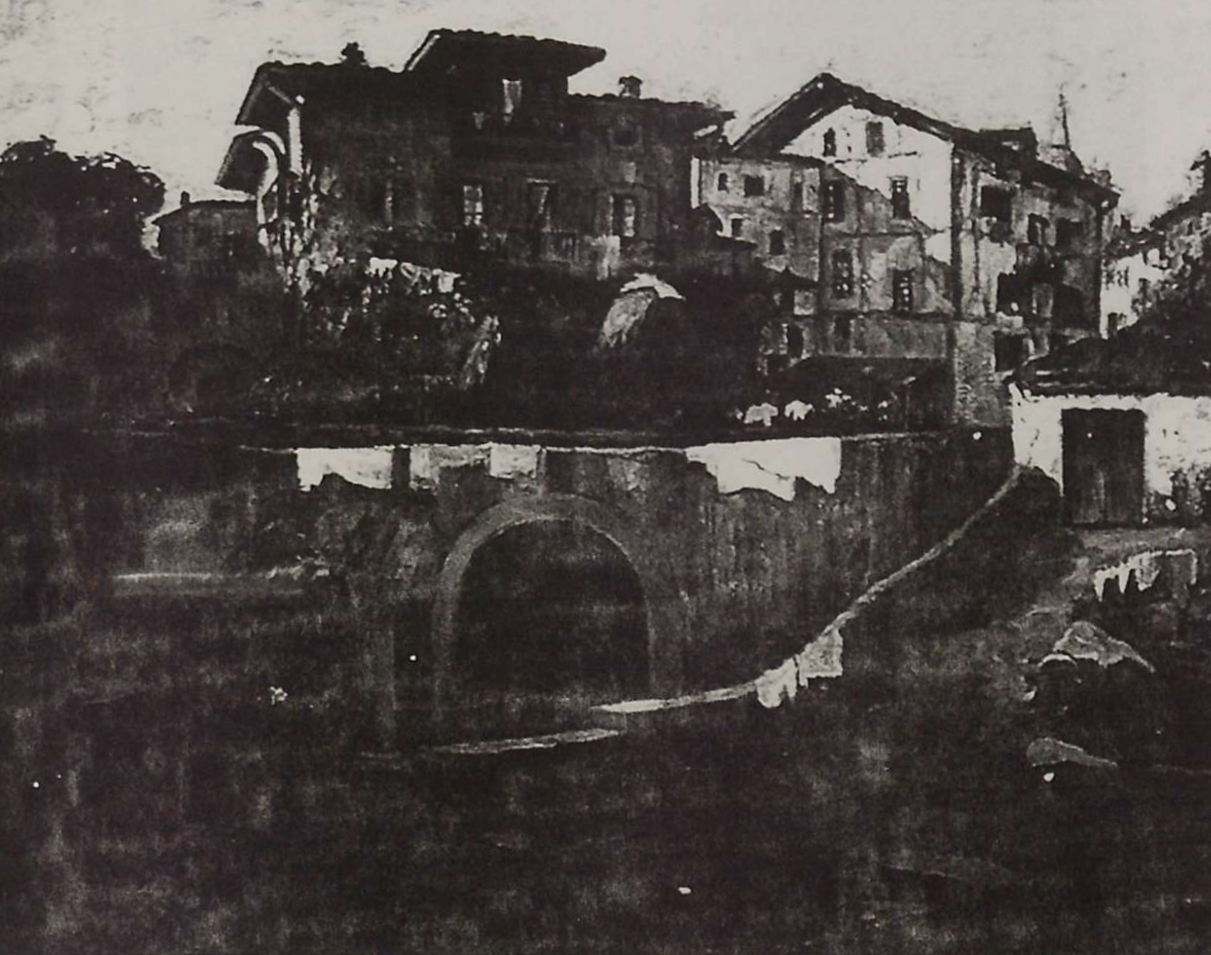
1905 : Hernani-Elizatxo, huile sur toile, musée San Telmo.

Fils de Jean-Baptiste Aguerregaray, arrimeur, et de Gracieuse Brocq, épicière, Charles se met à la peinture avec une grande vocation malgré l'opposition tenace de son père. Il devient l'élève d'Achille Zo à l'école municipale de dessin et de peinture de Bayonne entre 1870 et 1875. En parallèle de sa carrière artistique, il exerce le métier d'épicier.
En 1911, il devient secrétaire de la Société des amis des arts de Bayonne-Biarritz. Les activités de la société sont interrompues par la Première Guerre mondiale. 
À partir de 1922, il expose au Salon des artistes français.
En 1925, il réalise les panneaux décoratifs de la salle des fêtes de la famille Giraudon et du Banquet Henri à Bayonne.

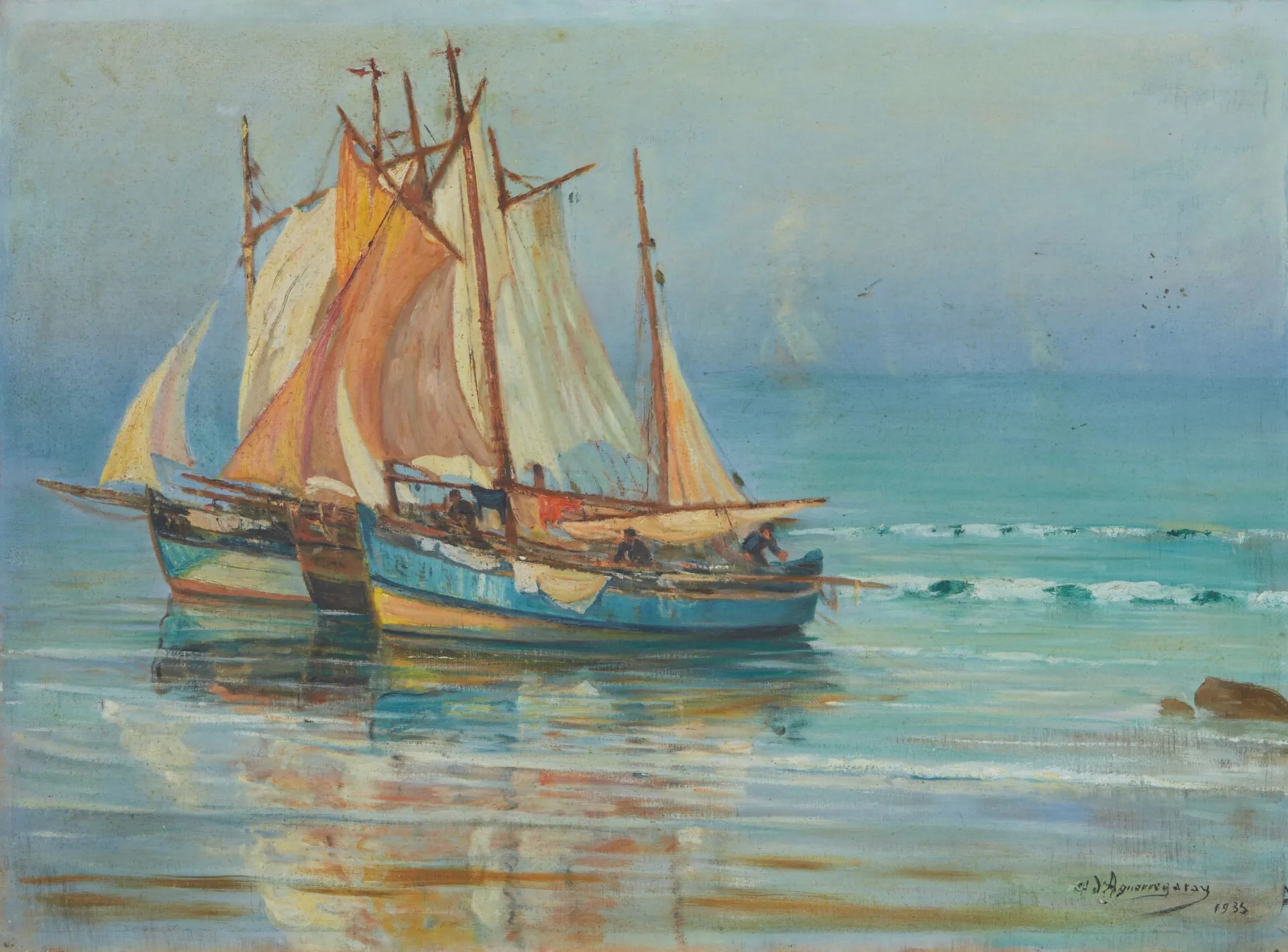
Bateaux de pêche, huile sur toile.
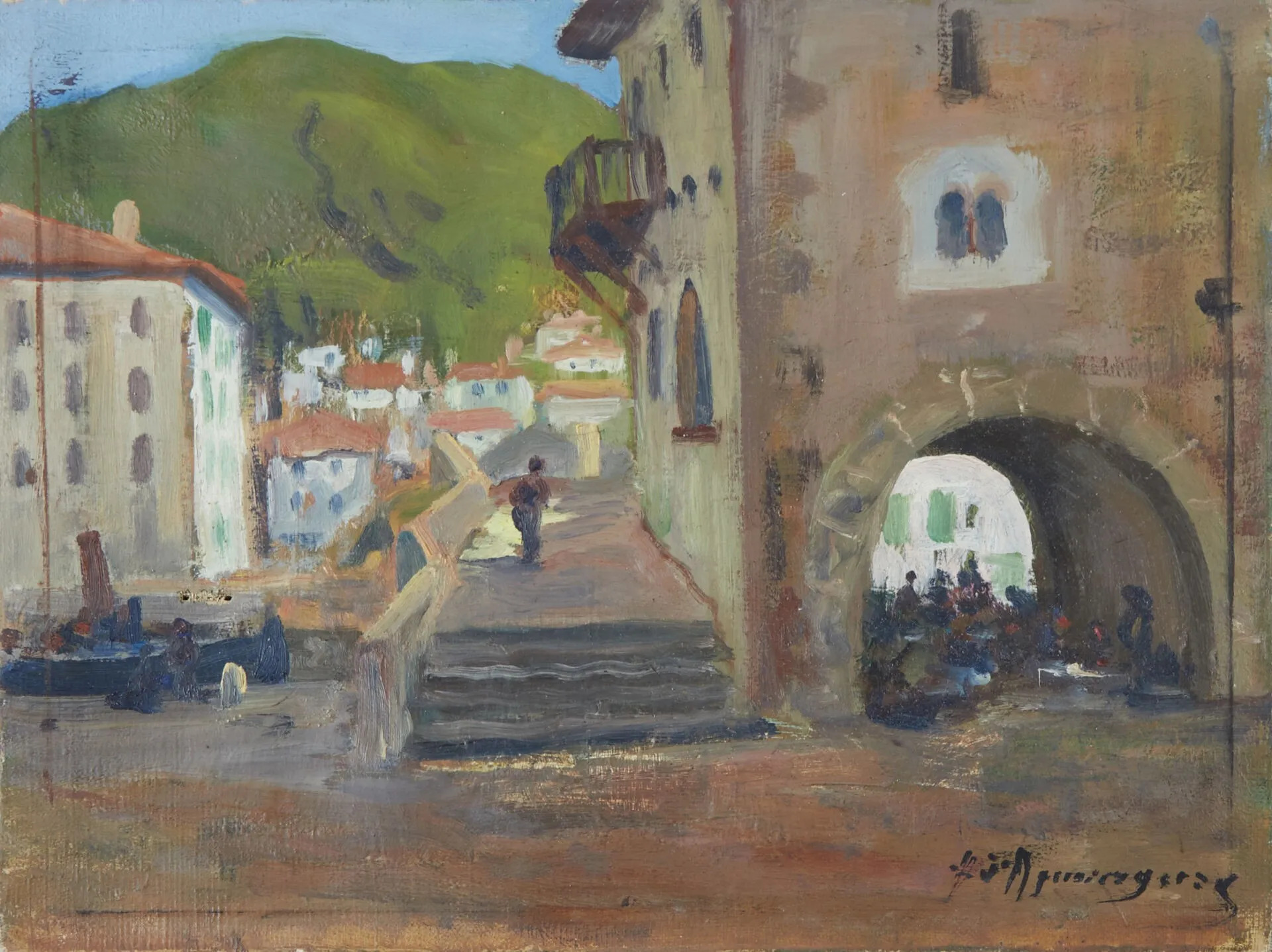
Village espagnol, huile sur toile.
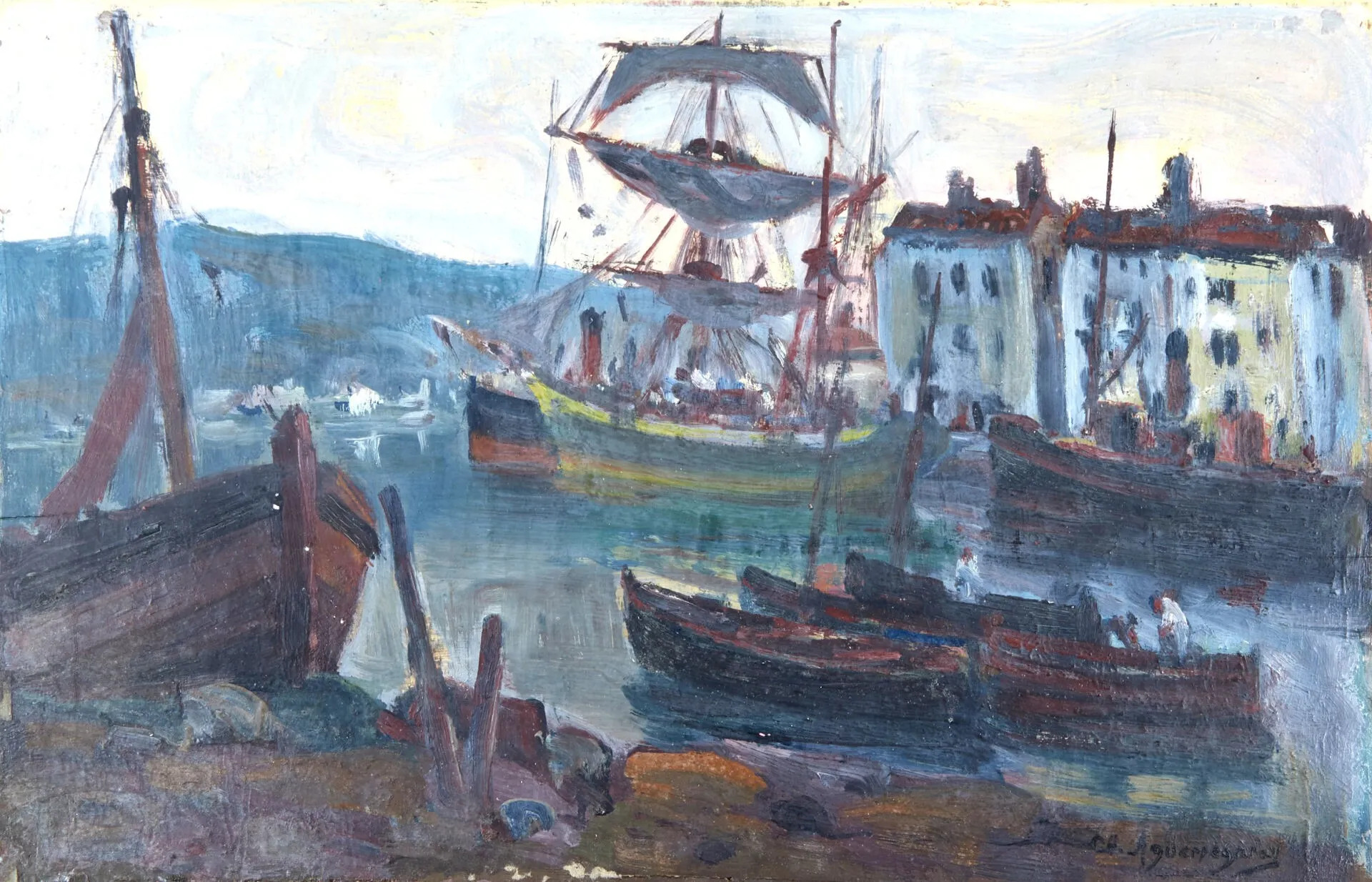
Port de Saint-Jean-de-Luz, huile sur panneau.

## Vie privée
Il épouse Sabine Sarrebeyrous en 1885, avec qui il a deux filles.

## Collections publiques
- 1905 : Hernani-Elizatxo, huile sur toile, musée San Telmo.
- Église de Bidart, huile sur toile, musée Bonnat-Helleu.

## Expositions
- 1901 : Biarritz (cinq huiles).
- 1903 : Exposition de la Société des amis des arts Bayonne-Biarritz, Bayonne.
- 1904 : Exposition de la Société des amis des arts Bayonne-Biarritz, Biarritz.
- 1906 : 42e exposition de la Société des amis des arts de Pau.
- 1906 : Exposition de la Société des amis des arts Bayonne-Biarritz, Bayonne.
- 1907 : 43e exposition de la Société des amis des arts de Pau.
- 1912 : Salon bayonnais.
- 1919 : Exposition franco-belge de Bayonne.
- 1922 : 53e Salon de la Société des amis des arts de Pau.
- 1922 : Salon des artistes français.
- 1923 : Exposition internationale des amis des arts de Bayonne-Biarritz.
- 1924 : Salon des artistes français.
- 1925 : 56e exposition de la Société des amis des arts de Pau.
- 1925 : Salon des artistes français.
- 1926 : Salon des artistes français.
- 1927 : Salon des artistes français.
- 1929 : Galerie Labadie, Bayonne.
- 1935 : Salon des artistes bayonnais.

## Distinctions
- Officier d'Académie en 1911.